# Højer (plaats)
Højer (Duits: Hoyer) is een plaats en voormalige gemeente in Denemarken.

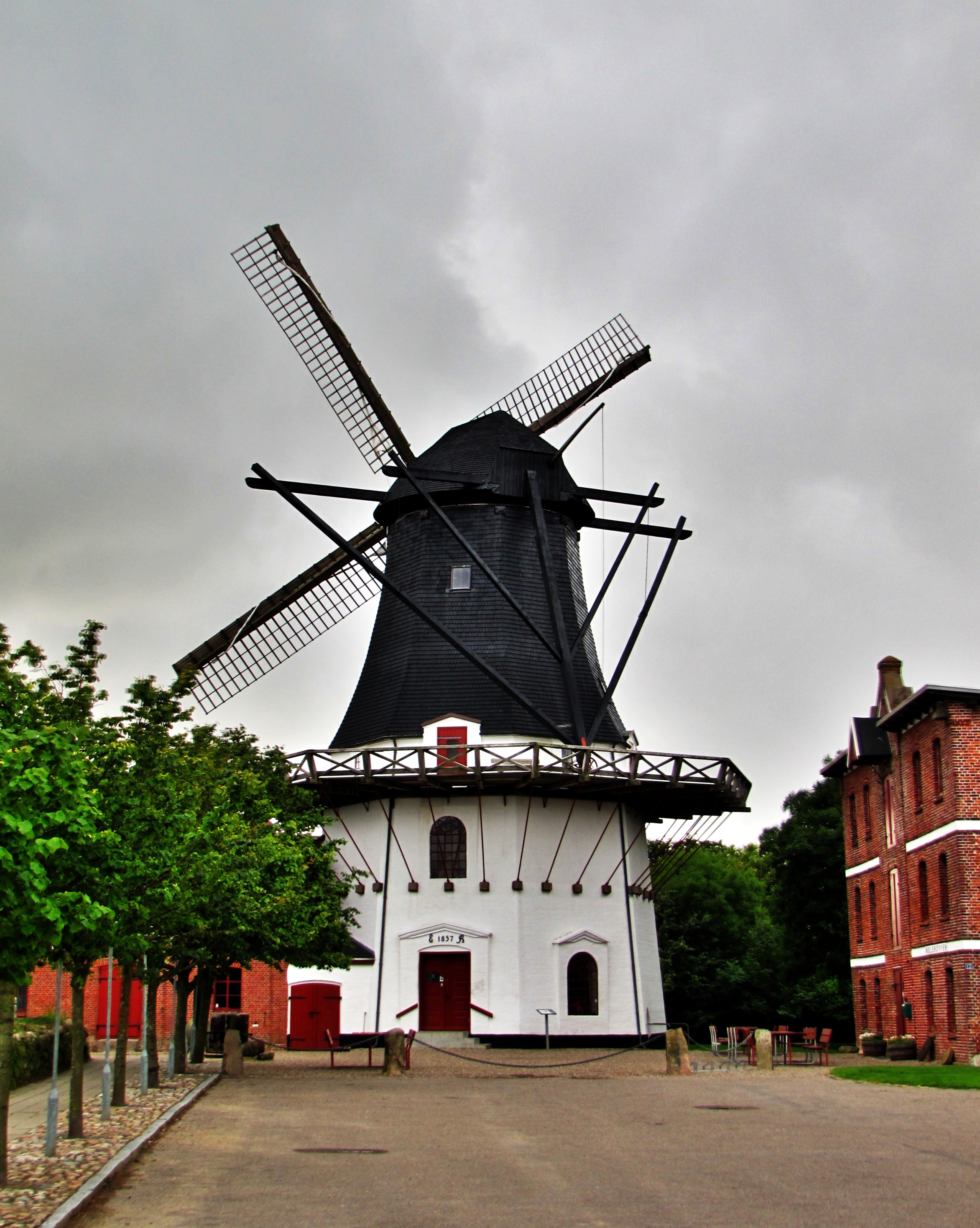
De stellingmolen van Højer

## Voormalige gemeente
De oppervlakte bedroeg 116,85 km². De gemeente telde 2861 inwoners en ging 1 januari 2007 op in de gemeente Tønder.

## Plaats
De plaats Højer telt 1328 inwoners (2007). Bezienswaardig is de molen en de romaanse Petrikerk. De natuur in de omgeving van Højer is ruw en tegelijkertijd mooi. De kwelders en de dijken beschermen het gebied het gehele jaar door van de Waddenzee.
In het verleden was het dorp per spoor verbonden met Tønder. Vanaf Højer vertrok in die dagen een veerboot naar Sylt. Nu is de plaats enkel nog per secundaire weg bereikbaar. 
Op 3 km afstand ligt het Kasteel Schackenborg.